# Theope sericea
Theope sericea är en fjärilsart som beskrevs av Bates 1868. Theope sericea ingår i släktet Theope och familjen Riodinidae. Inga underarter finns listade i Catalogue of Life.